# Mesoborus
Mesoborus is een monotypisch geslacht van straalvinnige vissen uit de familie van de hoogrugzalmen (Distichodontidae).

## Soort
- Mesoborus crocodilus Pellegrin, 1900